# Вітелот (сорт картоплі)
Вітело́т (фр. 'Vitelotte' або 'Vitelotte Noire'), також називають Негритянка (фр. Négresse), Китайський трюфель (фр. Truffe de Chine) або Синя французька трюфельна картопля (нім. Blaue französische Trüffelkartoffel)) —  сорт картоплі.

## Опис
Бульби мають темно-фіолетову, майже чорну шкірку і темно-фіолетовий м'якуш завдяки високому вмісту антоціанів; довгастої форми, як правило, не більше 10 сантиметрів у довжину. Середня вага однієї бульби близько 70 грамів. Картопля зберігає свій колір при кулінарній обробці. Бульби мають товсту шкірку і тому добре лежать. Через значний вміст крохмалю сильно розварюється, ідеально підходить для приготування картопляного пюре, котре буде мати насичений бузковий колір.
Рослини дозрівають пізно і в порівнянні з сучасними сортами мають досить низьку врожайність, у зв'язку з чим практично не вирощується промислово, обробляється в приватних господарствах і невеликими обсягами з використанням ручної праці. З цієї причини ціна на цей сорт вище, ніж на інші, в кілька разів.

## Історія
Походження сорту точно невідомо. Вважається, що він родом із Південної Америки, з таких країн, як Перу і Болівія, де досі поширений. Слово Вітелот французьке і вперше згадується у 1812 році. Воно походить від слова vit (застарілої форми від verge — стержень, жезл) за схожість форми бульб і французького суфікса -elotte. У Записках про сільське господарство (Mémoires d'agriculture), виданих у Парижі в 1817 році Королівським товариством сільського господарства, вітелот описується як один із шести сортів картоплі, які відомі на ринках Парижа.
Олександр Дюма особливо любив цей сорт. Він писав у своїй книзі ''Grand dictionnaire de cuisine'', що «найкращий із всіх (сортів картоплі), безсумнівно, фіолетовий, відомий у Парижі як вітелот».

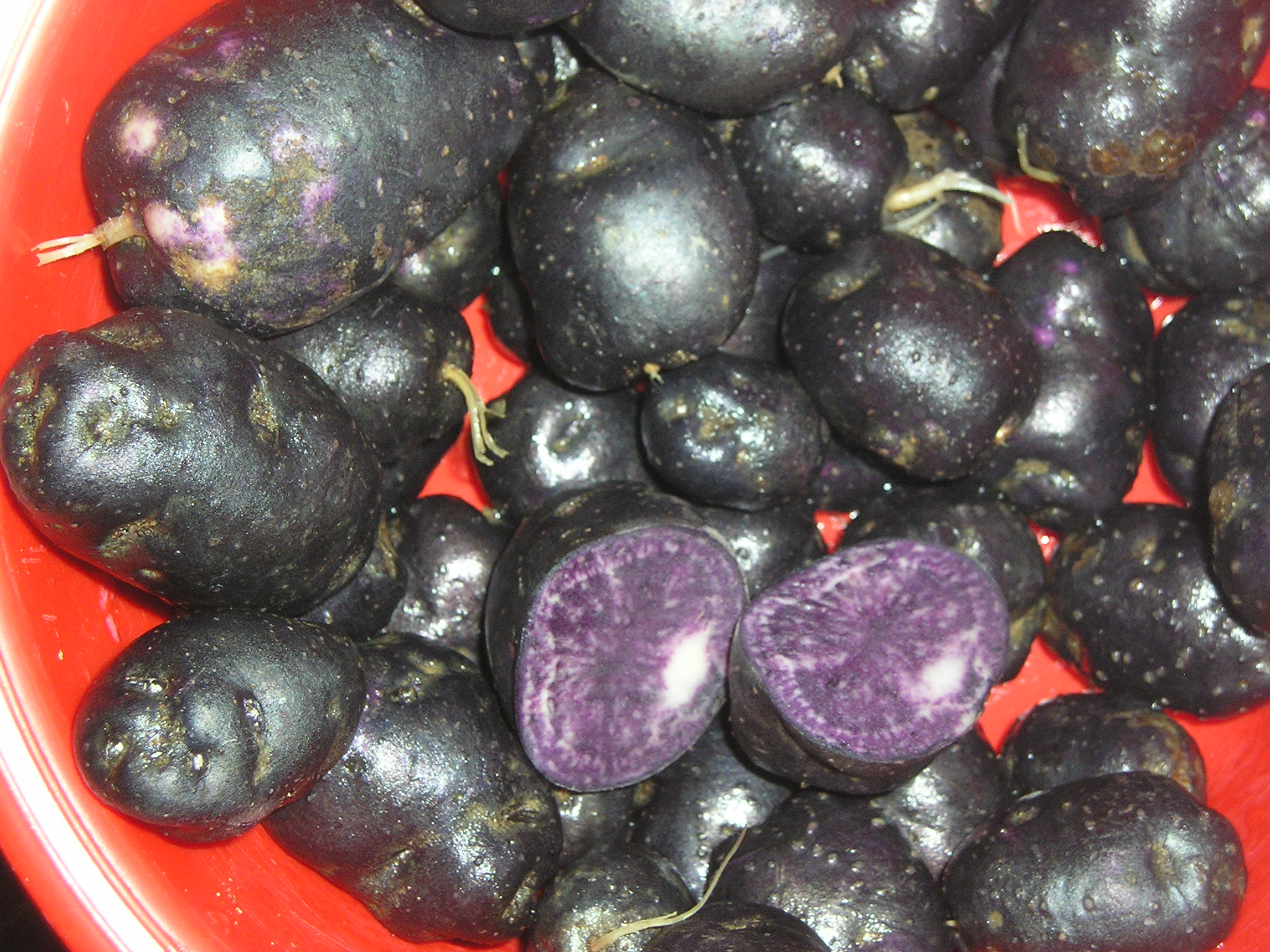
Цілі бульби і в розрізі
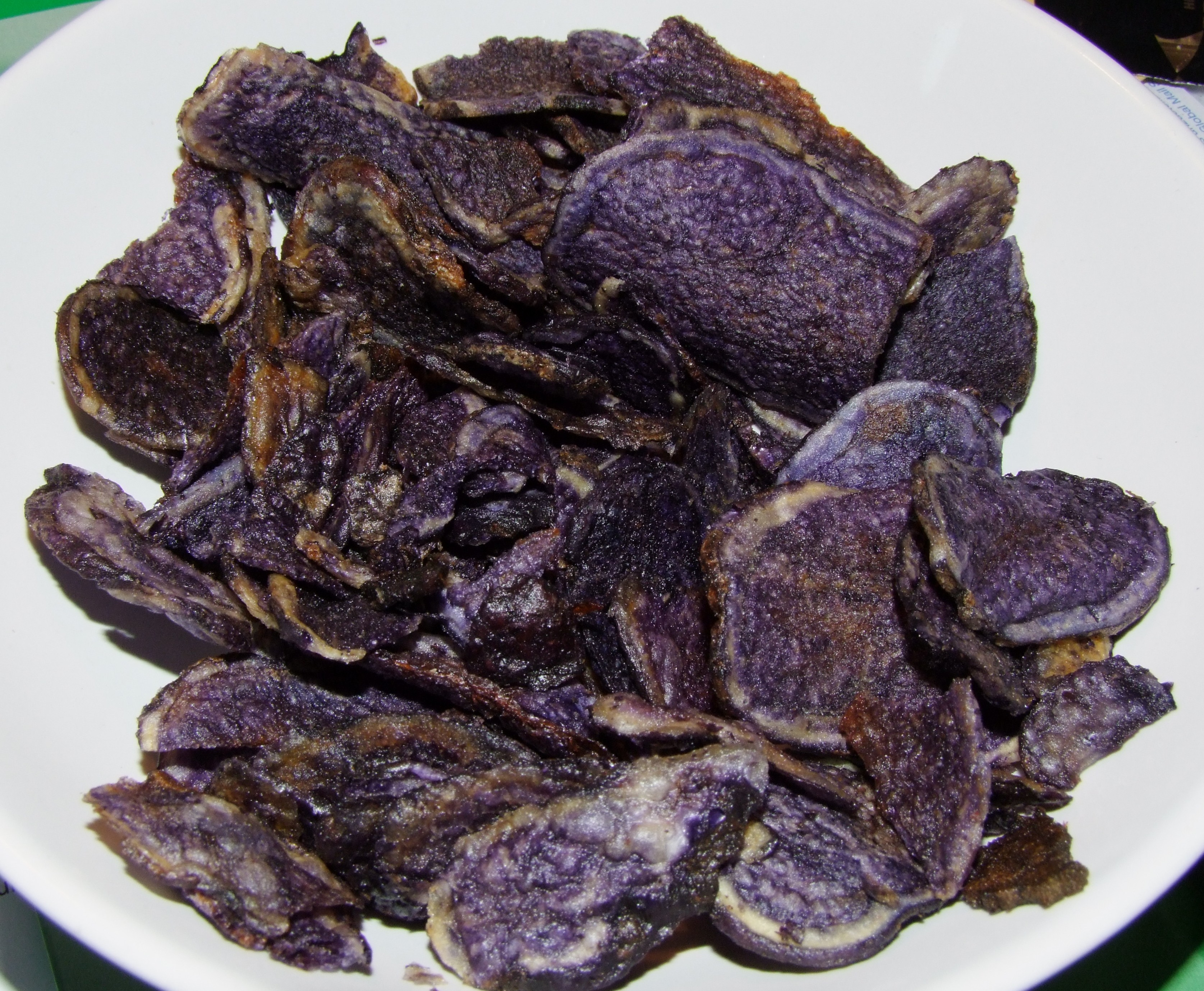
Чипси із Вітелота
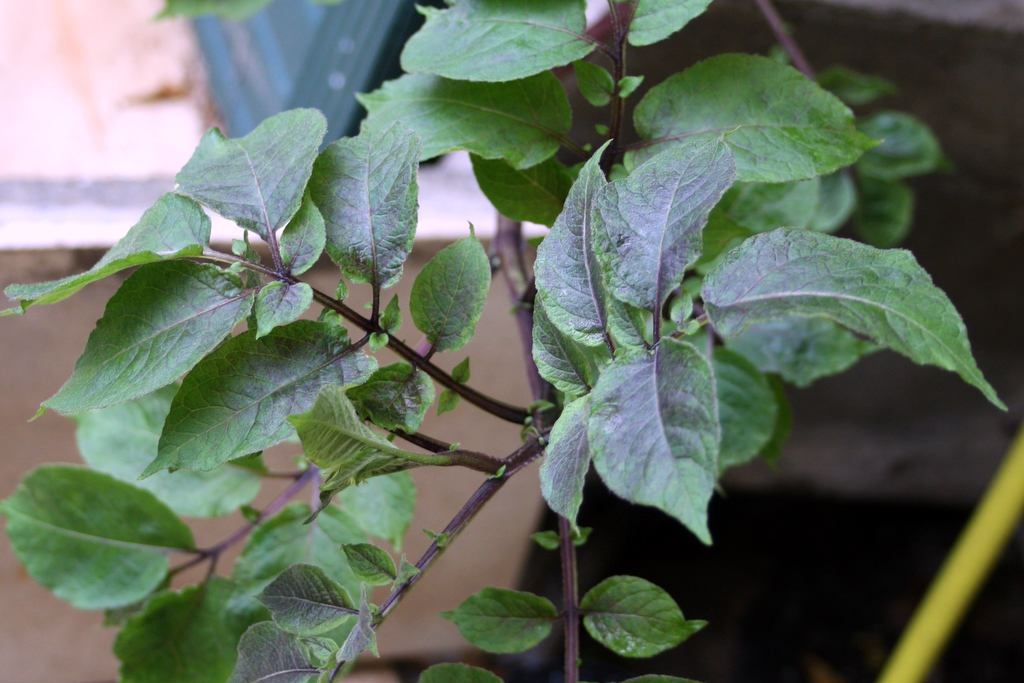
Стеблі і листя у молодих рослин також мають фіолетовий відтінок, але з віком починає домінувати зелений колір
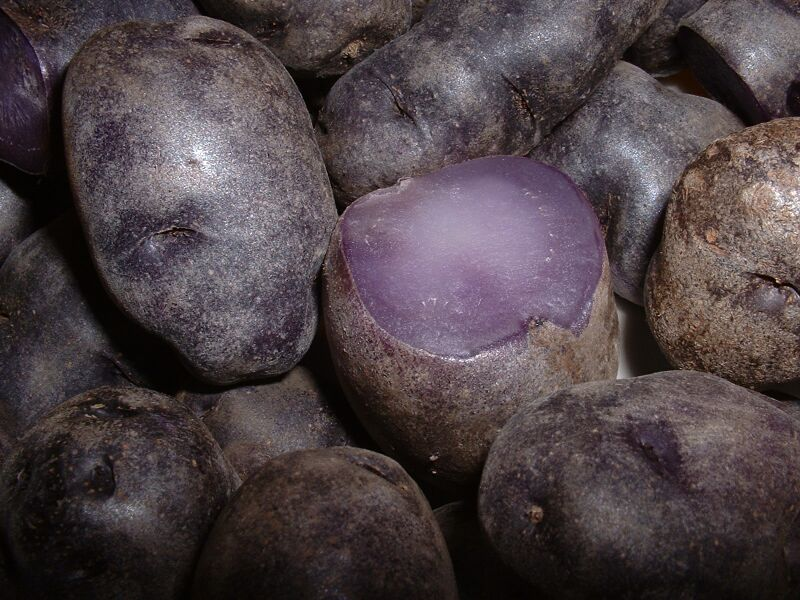
Вітелот в мундирі
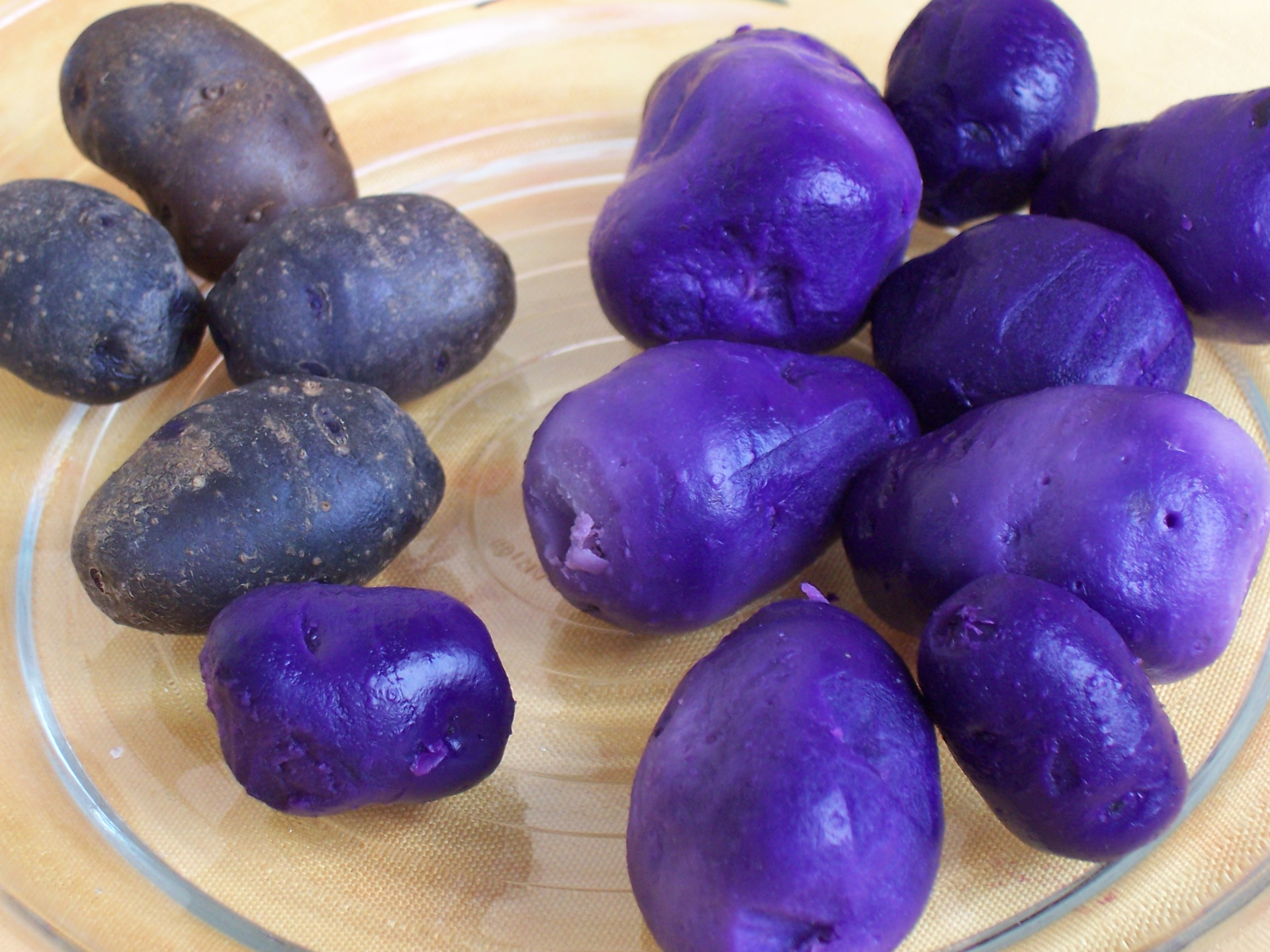
Зварена картопля; праворуч — почищена